# Jef Van den Bergh
Jef Van den Bergh (Essen, 5 februari 1973) is een Belgisch politicus voor  CD&V.

## Levensloop
Van den Bergh studeerde Latijn-wiskunde aan het Klein Seminarie te Hoogstraten. Vervolgens behaalde hij in 1996 een licentie politieke wetenschappen aan de Katholieke Universiteit Leuven. Van 1996 tot 1999 was hij kabinetsmedewerker van Fons Kockx, gedeputeerde voor de provincie Antwerpen, en van 2000 tot 2004 was hij als wetenschappelijk medewerker actief voor de CD&V-fractie van het Vlaams Parlement.
In juli 2004 volgde hij Inge Vervotte op in de Kamer van volksvertegenwoordigers voor de kieskring Antwerpen. Bij elke daaropvolgende verkiezing werd Van den Bergh herkozen. In de Kamer werd hij de CD&V-expert inzake verkeer en specialiseerde hij zich rond de thema's NMBS, verkeersveiligheid en mobiliteit. Hij diende verschillende wetsvoorstellen in om de verkeersveiligheid te verhogen en was onder meer betrokken bij het Kick ASS-plan, een reeks wetsvoorstellen dat focuste op alcoholrecidivisten, snelheidsduivels en strafontlopers in het verkeer. Hij werd in de kamer ondervoorzitter van de commissie Infrastructuur, Verkeer en Overheidsbedrijven, lid van de bijzondere commissie 'Dieselgate' en van de bijzondere commissie voor het Reglement en voor de Hervorming van de parlementaire werkzaamheden. Daarnaast zetelde hij van 2007 tot 2024 in het Benelux-parlement, waar hij delegatievoorzitter en van 2019 tot 2024 voorzitter van de christendemocratische fractie was. Bij de federale verkiezingen van mei 2024 besliste Van den Bergh geen verkiesbare plaats meer te aanvaarden en na twintig jaar de nationale politiek te verlaten. Wel werd hij nog laatste opvolger op de Antwerpse CD&V-lijst.
Van den Bergh werd ook lokaal politiek actief in zijn woonplaats Kalmthout. Hij werd in oktober 2006 verkozen tot gemeenteraadslid, werd CD&V-fractievoorzitter in de gemeenteraad en is sinds januari 2013 schepen, bevoegd voor Onderwijs, Mobiliteit en Ruimtelijke Ordening.
Ook is Van den Bergh sinds 2013 bestuurder bij de Onderwijssecretariaat van de Steden en Gemeenten van de Vlaamse Gemeenschap (OVSG)..
Van den Bergh is gehuwd en vader van twee kinderen.